# العين (فلم 2008)
العين  (بالإنجليزية: The Eye) هو فيلم رعب تم إنتاجه في الولايات المتحدة وصدر في سنة 2008. من بطولة جيسيكا ألبا وباركر بوزي وأليساندرو نيفولا.

## القصة
تدور أحداث الفيلم حول عازفة كمان عمياء تدعي سيدنى ويلز ، أصيبت في حادث منذ أن كان عمرها خمس سنوات وفقدت بصرها. وبعد سنوات عديدة تقدم لعملية جراحية لزرع القرنية لاسترداد بصرها، وبينما سدني تتعافى من العملية ، تدرك أن وجود رؤى غريبة تراها. وتبدأ رحلة لمعرفة الحقيقة وراء تلك الرؤى.

## الميزانية والإيرادات
بلغت تكلفة إنتاج الفيلم حوالي 12 مليون دولار بينما حقق أرباحا تقدر بـ 56,964,642 دولار.

## وصلات خارجية
- مقالات تستعمل روابط فنية بلا صلة مع ويكي بيانات